# Martillo de Capua
El martillo de Capua es un conjunto arquitectónico situado en la ciudad de Gijón (Asturias, España) que goza de protección integral en el vigente catálogo urbanístico. Recibe ese nombre debido a la «presión» que ejerce la calle Capua sobre el paseo marítimo de la playa de San Lorenzo, modificando su alineación y reduciendo su anchura considerablemente.

## Ubicación y características

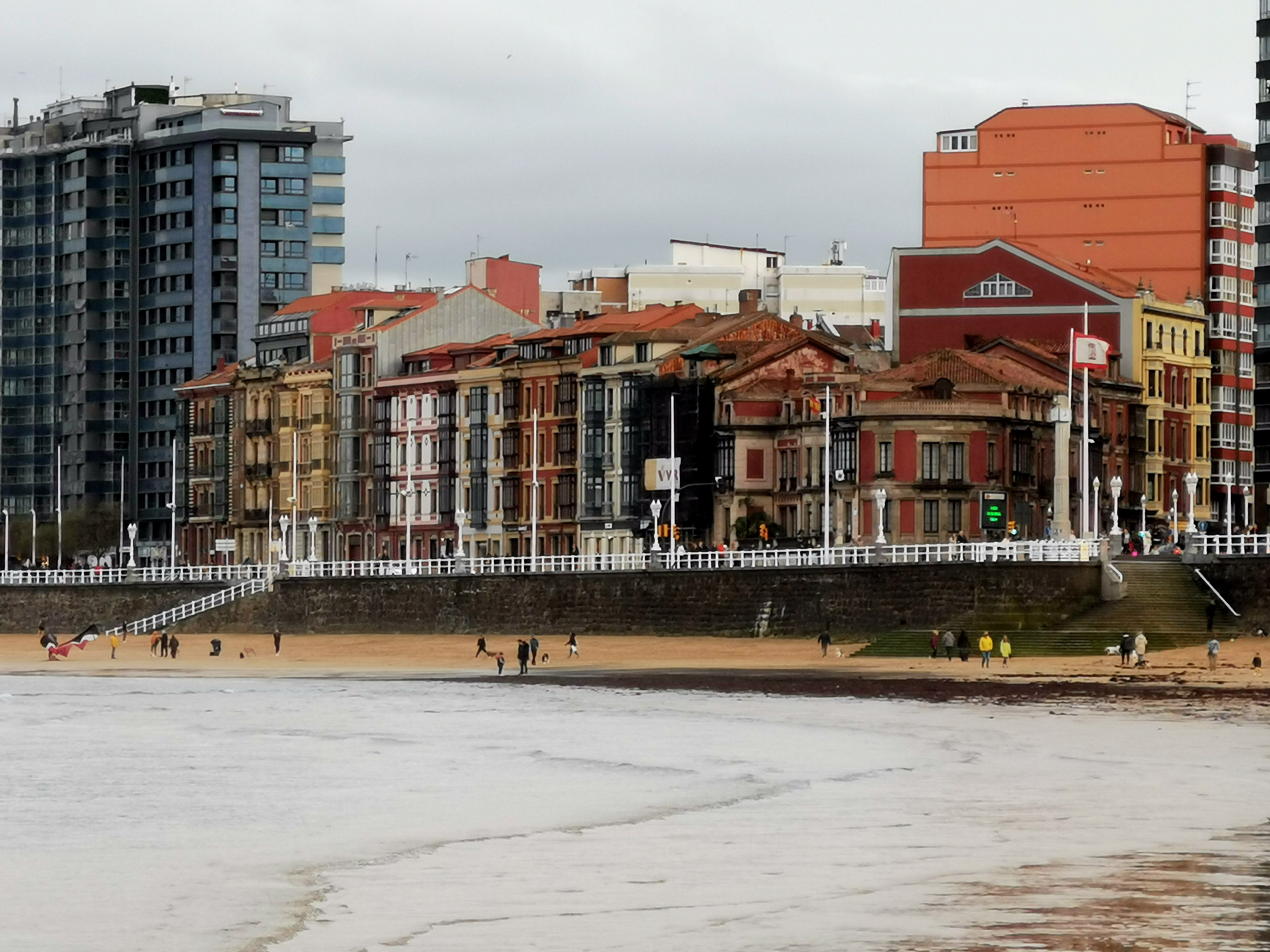
Vista global del conjunto desde la playa de San Lorenzo

El martillo de Capua es una manzana trapezoidal de edificios del barrio de El Centro, a escasos metros de La Escalerona. Está definida por la calle Capua, Eladio Carreño, Marqués de Casa Valdés y Ezcurdia. Esta última calle es paralela al paseo marítimo de la playa de San Lorenzo «El Muro», por lo que el martillo de Capua constituye un elemento principal de la fachada marítima de la ciudad. La manzana cuenta con unos 9.000 m² y un total de 28 edificios, de los cuales 15 se construyeron entre 1880 y 1900 y sólo 7 después de 1960, poniendo en evidencia la antigüedad y preservación de los inmuebles.

## Historia

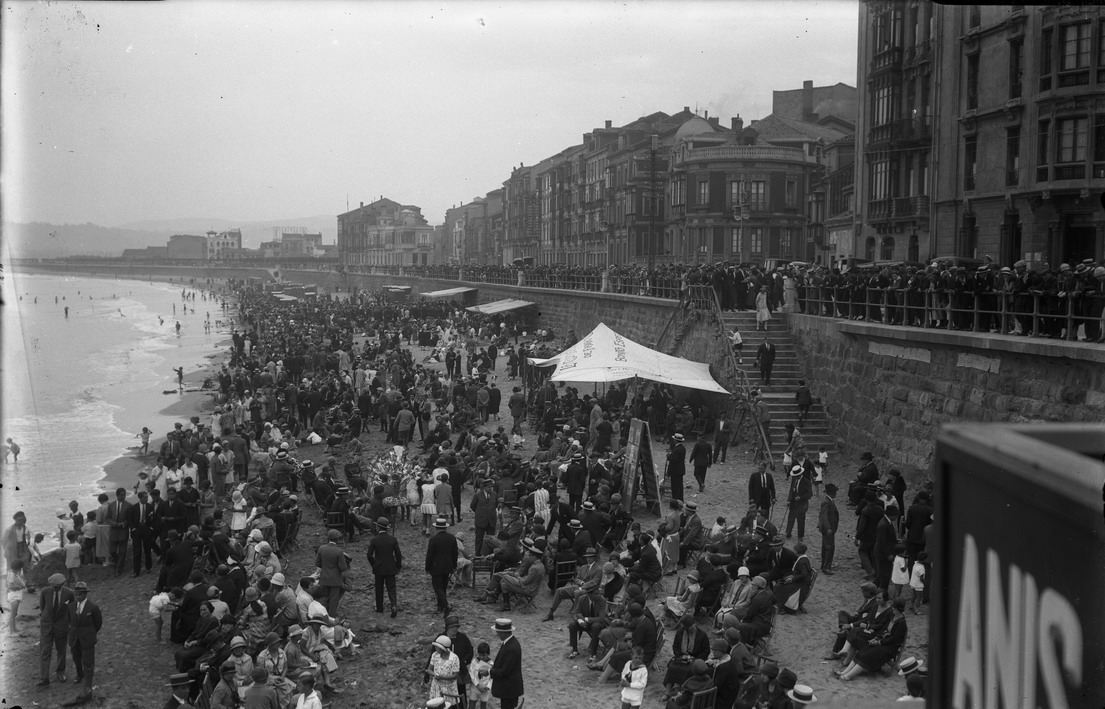
La playa de San Lorenzo y el Martillo de Capua en el verano de 1911.

Esta manzana fue proyectada junto al ensanche de la ciudad propiciado tras la demolición a partir de 1867 de la muralla carlista, que finalizaba a la altura del martillo de Capua. La manzana fue parte de las pocas del ensanche totalmente edificadas así como una de las primeras, incluyendo desde 1877 una ciudadela en el patio central.
Durante el plan de reformas urbanas que llevó a cabo en 1936 el alcalde del Frente Popular Avelino González junto al arquitecto municipal Fernández-Omaña, que, mediante un conjunto de demoliciones, pretendía depurar la trama urbana, el Martillo de Capua fue puesto como objetivo puesto que acortaba la anchura del paseo marítimo. Aunque la manzana se «salvara» por la caída de Gijón por los nacionales en octubre de 1937, otras estructuras de la fachada marítima serían demolidas; las «casas de la Veronda», ubicada entre las escaleras 7 y 8 del paseo, el Hospital de la Caridad, ubicado en los actuales Jardines del Náutico y los balnearios La Carolina y La Favorita.
En la década de 1970, mientras las construcciones desarrollistas configuraban el skyline de la fachada marítima, se planteó la opción de demoler la manzana. La presencia de la Ciudadela de Celestino Solar y el hecho de que era la única manzana intacta del ensanche original hizo descartar la demolición.

### Actualidad
En el presente estos edificios, reformados en su mayoría tras presentar un muy mal estado de conservación (en 2016 se derrumbó parte de la fachada interna de uno de ellos), poseen las viviendas más caras de la ciudad debido a su cercanía a la playa de San Lorenzo y la construcción en su entorno de viviendas de lujo.
En 2020 el acuarelista Ricardo Alonso Cuervo pintó una obra en homenaje al edificio principal del martillo de Capua, situado entre las calles Ezcurdia y Capua.

## Arquitectura

### Palacio de los Alvargonzález

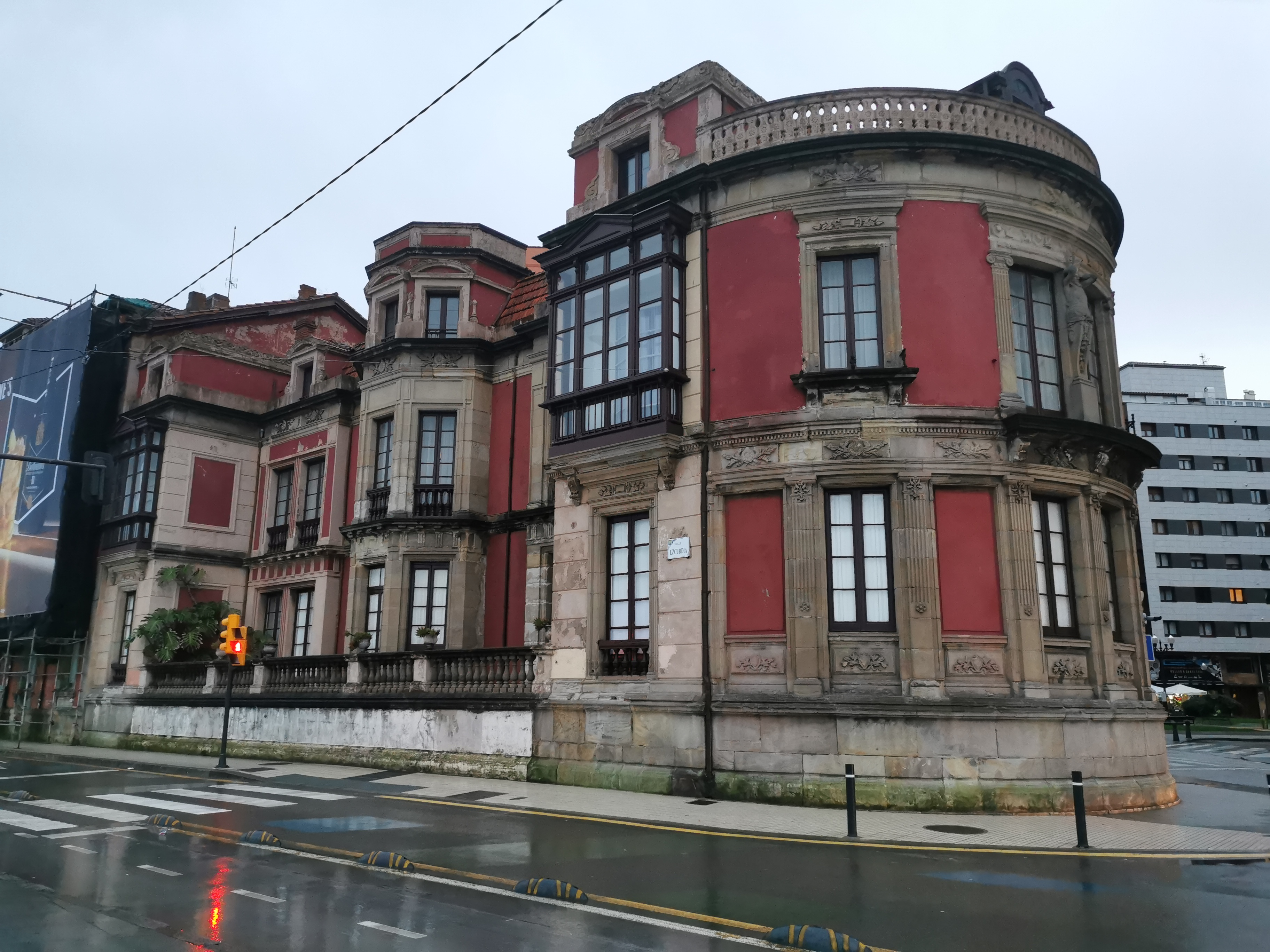
La fachada principal mira hacia el mar y cuenta con un retranqueo.

El principal inmueble del conjunto está ubicado en el vértice de la manzana, entre las calles Capua y Ezcurdia, enfrente de La Escalerona. En una parcela previamente ocupada por la muralla carlista se edificó en 1888 una vivienda de una sola planta obra de Rodolfo Ibañez para el empresario y por entonces alcalde Alejandro Alvargonzález (1850-1918) y su esposa, la inglesa Annie Treacher Hodgkins. Sin embargo, el actual edificio proviene de una reforma integral proyectada en 1899 por el arquitecto Mariano Marín Magallón, de gran prestigio local. Cuenta con un estilo ecléctico y mixto, de influencia italiana. Su fachada incluye varios miradores de madera, telamones, bajo-relieves y cornisas. La fachada a Capua presenta un diseño similar a un edificio de viviendas, el alzado a Ezcurdia incluye un retranqueo que permite ubicar una terraza con balaustrada y un mirador en forma de torre. Ambas fachadas son unidas por una rotonda semicircular. Los interiores presentan una gran decoración, incluyendo frescos de Ventura Álvarez Sala.

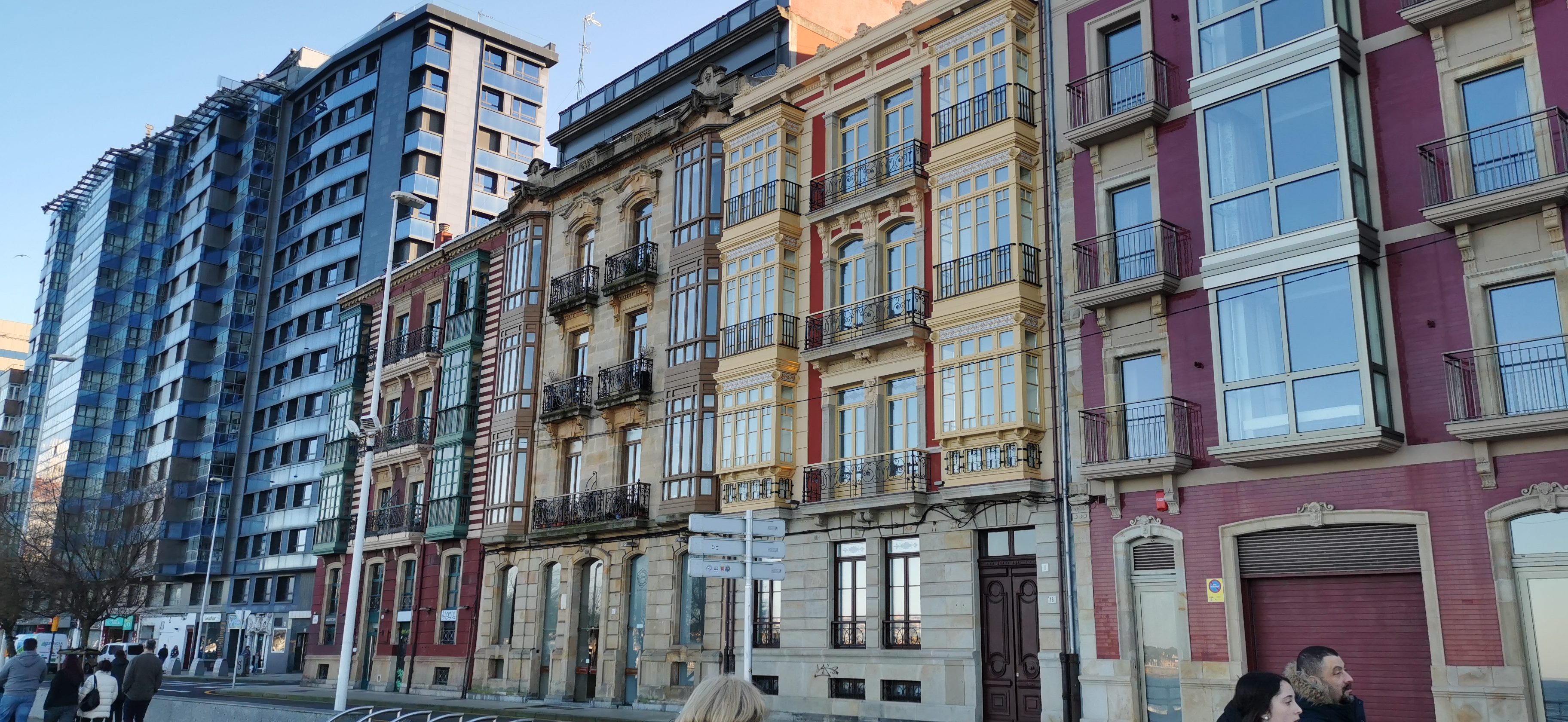
Edificios Ezcurdia 14, 16, 18 y 20
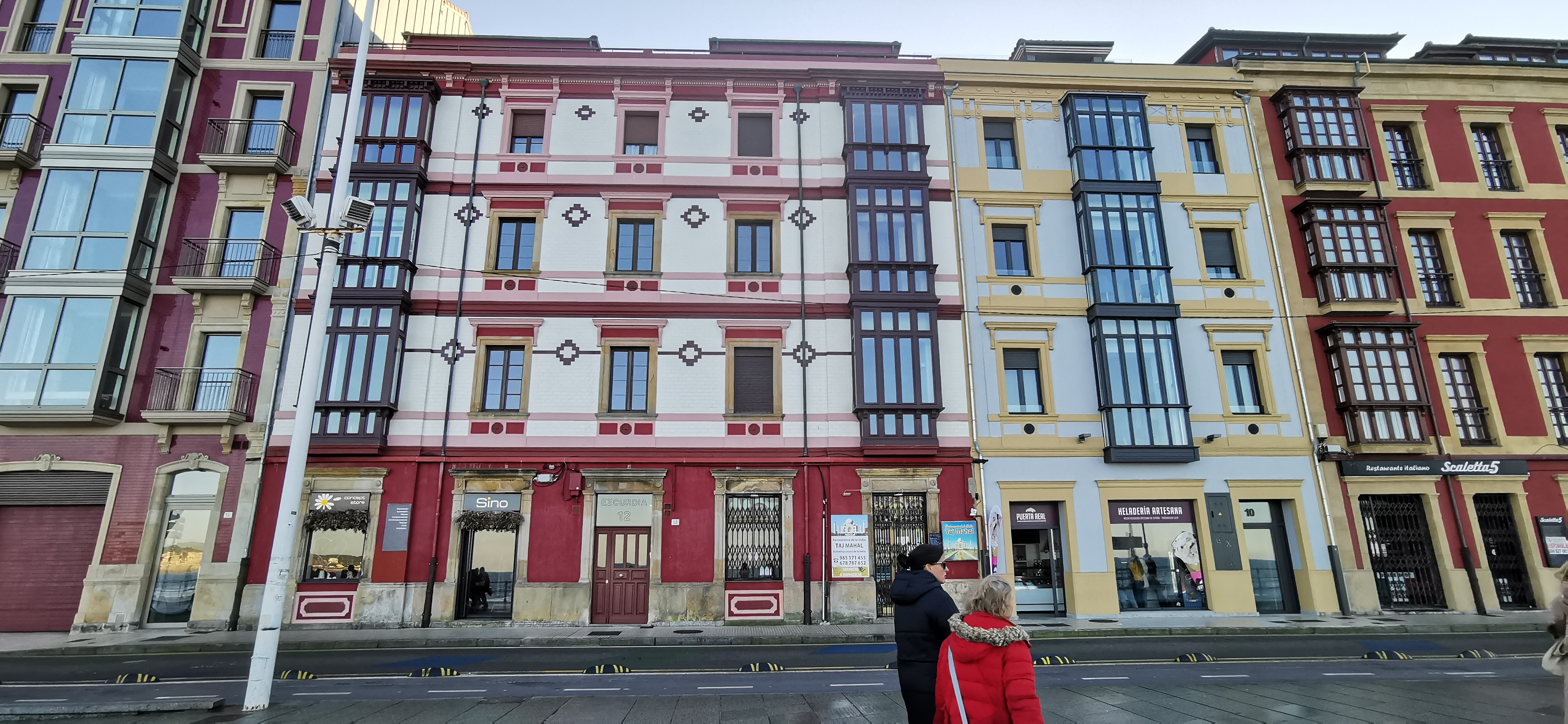
Calle Ezcurdia 10 y 12
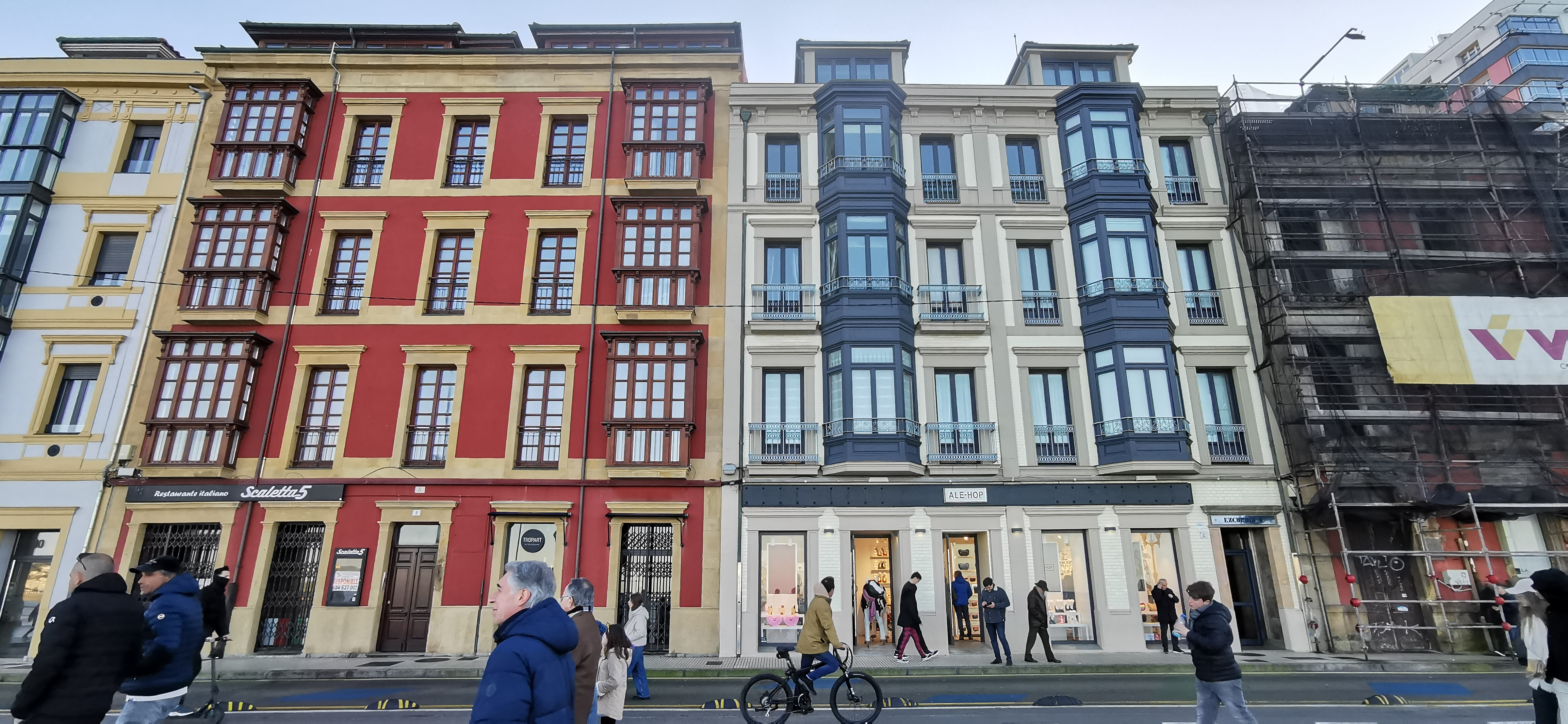
Calle Ezcurdia 2, 4-6 y 8

### Calle Ezcurdia, 2 y calle Capua, 3
Este edificio tiene la peculiaridad que cuenta con dos fachadas idénticas en cada calle (Ezcurdia y Capua) separadas por un patio interior. Fue proyectado en 1888 por el arquitecto Rodolfo Ibañez. Cuenta con dos plantas con mirador, más bajo y buhardilla. En 2016 parte del edificio que da al patio interior se derrumbó.

### Calle Ezcurdia, 4-6
Edificio de azulejo blanco y dos miradores proyectado en 1888 por Mariano Marín.

### Calle Ezcurdia, 12
Edificio construido en 1898 con cinco plantas, dos miradores y fachada principal recubierta de azulejos. En 2013 el edificio se rehabilita, cambiando la estructura interna de madera a acero y renovando la fachada trasera de madera por otra de madera falsa.

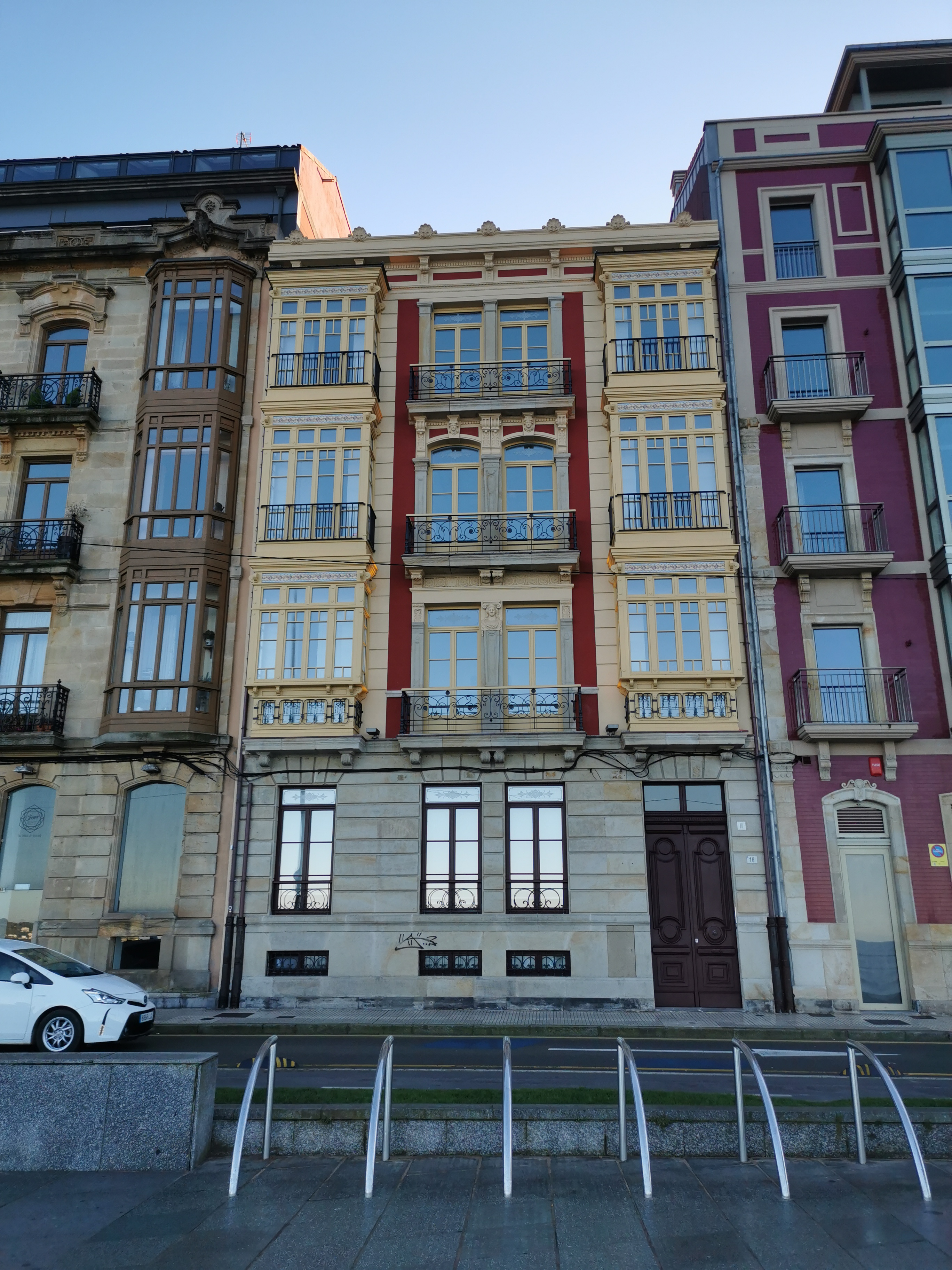
Calle Ezcurdia, 16

### Calle Ezcurdia, 16
Edificio proyectado en 1894 por el arquitecto municipal de Oviedo Juan Miguel de la Guardia por encargo de José de Cima García. Cuenta con tres plantas, buhardilla, bajo y semisótano. De estilo ecléctico, presenta una profusa decoración en la fachada elaborada por distintos materiales como el azulejo, la madera, la forja y la escultura. El proyecto original contaba con balcones de hierro en la primera y segunda planta, sustituidos a posterior por los actuales balcones de madera debido al desgaste de la exposición al mar. En el interior, todos los techos de todas las habitaciones fueron pintados por frescos de Ventura Álvarez Sala. Se deshabitó en 2004 aunque fue rehabilitado y comercializado como viviendas de lujo por el grupo inmobiliario El Sol a partir de 2018.

### Calle Ezcurdia, 20

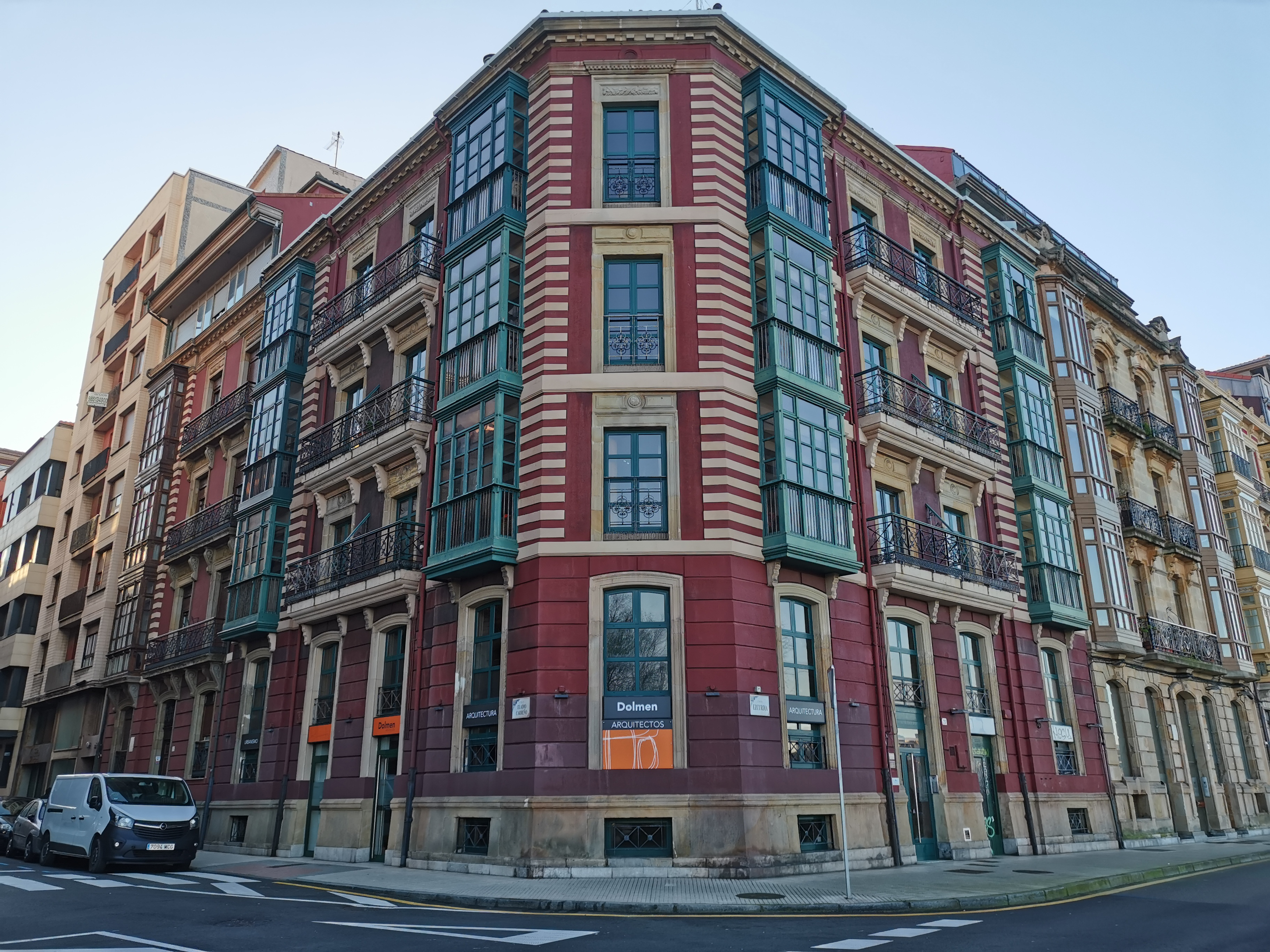
Calle Ezcurdia, 20

Este edificio hace esquina con la calle Eladio Carreño y fue edificado en la década de 1890 bajo proyecto de Mariano Marín. En 1991 se renueva su interior y entre 2006 y 2007 su fachada fue rehabilitada dentro del llamado «Plan de fachadas del Muro».

### Ciudadela de Capua

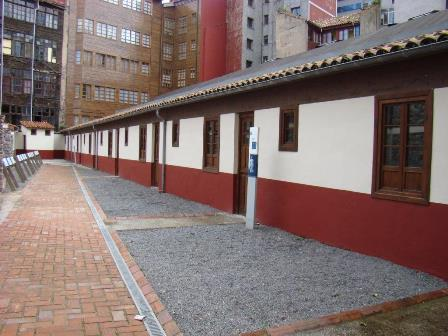
La ciudadela de Capua, en el interior de la manzana.

Dentro de la manzana se construyó la Ciudadela de Capua. Se trata de un conjunto de viviendas obreras construidas en el siglo XIX. Con casas de entre 20 y 36 m², hasta finales de los 1980 estuvieron habitadas por obreros y obreras de empleos diversos. En 1959 una constructora adquirió el espacio con la intención de derribar las casas y construir pisos nuevos aprovechando su cercanía a la playa. No obstante, varios retrasos con las expropiaciones dieron al traste con el proyecto de la constructora. Posteriormente, todo el conjunto fue protegido por ley y en 2003 se convierte en museo.

### Otros
- Calle Ezcurdia, 10: Edificio de la década de 1890 caracterizado por un mirador central.
- Calle Ezcurdia, 18: En 2002 este edificio fue rehabilitado. Se reconstruyó el interior y se añadieron plantas.
- Eladio Carreño, 3: Edificio diseñado por Mariano Marín con el interior reconstruido en 2001.